# Georges-Henri Luquet
Georges-Henri Luquet fue un catedrático de filosofía francés nacido en 1876 y fallecido en 1965 que quiso estudiar la evolución del dibujo infantil partiendo de lo que más tenía a mano; los dibujos de su hija Simmone. Entre sus obras destaca Los dibujos de un niño (1913) y El dibujo infantil (1927).
El mayor mérito de la obra Luquet consiste en que aborda el desarrollo dibujo sin ninguna base teórica previa; en el momento en que escribe sus obras no sólo no se había estudiado la evolución del dibujo en el niño, sino que ni siquiera se había propuesto ningún modelo de su desarrollo cognitivo (como el de Piaget).
Luquet parte de la idea, no compartida por la mayoría de investigadores del dibujo que vinieron después de él, del dibujo infantil como algo con pretensiones realistas, aunque con diferentes características a lo largo de las edades del niño. Habla de realismo porque rechaza la posibilidad de que el niño dibuje algo que no represente nada. Incluso cuando el dibujo no es más que un conjunto de garabatos, si al niño se le interroga en torno a ese dibujo, responderá que es una “cosa”; en su cabeza no entra la posibilidad de que el dibujo no remita a nada.

Las cuatro etapas por las que pasa el niño en sus dibujos son, según Luquet:
•	Realismo fortuito (de dos a dos años y medio años).
•	Realismo frustrado (de dos y medio a cuatro años).
•	Realismo intelectual (de cuatro a siete u ocho años).
•	Realismo visual (de ocho en adelante).

## Algunas obras
- Idées générales de psychologie. Alcan, 1906
- Éléments de logique formelle. Alcan, 1909
- Les dessins d'un enfant. Estudio psicológico. Paris, Librairie Félix Alcan, 1913. Tesis
- Le Dessin enfantin, Paris, F. Alcan, 1927
- L'art primitif,   Paris, G. Doin & cie, 1930
- La franc-maçonnerie et l'état en France au XVIIIe siècle, Ed. Vitiano Paris, 1963
- Dieu ? Testament philosophique d'un vieux sage, Paris, Ed. Vitiano, Coll. Le libre examen, 1966